# سیارک ۱۱۲۰۷
سیارک ۱۱۲۰۷ (به انگلیسی: 11207 Black، نامگذاری:1999FQ58) یازده هزار و دویست و هفتمین سیارک کشف شده‌است که در ۲۰ مارس ۱۹۹۹ کشف شد.
قدر مطلق سیارک برابر ۱۴.۱ است.